# Chloe Kim
Pour les articles homonymes, voir Kim.
Chloe Kim, née le 23 avril 2000 à Long Beach, est une snowboardeuse américaine, née de parents d'origine sud-coréenne, double médaillée d'or aux Jeux olympiques de la jeunesse d'hiver 2016 et sacrée plus jeune championne olympique de l'histoire en snowboard à Pyeongchang en 2018. Elle conserve son titre aux Jeux olympiques de 2022 à Pékin.

## Biographie
Elle vit en Suisse deux ans à partir de 2008.

### Carrière
Chloe Kim remporte l'argent en superpipe aux X Games d'hiver de 2014, terminant derrière Kelly Clark et se qualifiant ainsi théoriquement pour les Jeux olympiques d'hiver de 2014. Mais Kim est trop jeune pour participer aux Jeux à Sotchi, le règlement interdisant les participants en dessous de 15 ans. Elle remporte deux médailles d'or aux Jeux olympiques de la jeunesse l'année suivante à Lillehammer ; elle est le porte-drapeau de la délégation américaine lors de ces Jeux.
Plus jeune vainqueur des X-Games à Aspen (Colorado) en 2015 en superpipe, elle conserve son titre en 2016. Lors de l'édition de 2015, elle remporte la note maximum, égalant ainsi son compatriote Shaun White. En 2018, elle remporte l'épreuve de snowboard half-pipe des Winter X Games. Elle fait partie de l'équipe olympique américaine pour les Jeux olympiques d'hiver de 2018 à Pyeongchang ; elle y remporte la médaille d'or en half-pipe avec un score de 98,25 sur un maximum de 100 points. Elle conserve son titre olympique en 2022 à Pékin avec un score de 94,00 sur 100. Depuis l'introduction de la discipline à Nagano en 1998, elle est la première à réaliser un doublé olympique.

## Palmarès

### Jeux olympiques d'hiver
- Médaillée d'or en half-pipe aux Jeux olympiques d'hiver de 2018 à Pyeongchang.
- Médaillée d'or en half-pipe aux Jeux olympiques d'hiver de 2022 à Pékin.

### Championnats du monde
- Park City - Mondiaux 2019  :
  -  Médaillée d'or en halfpipe.
- Aspen - Mondiaux 2021  :
  -  Médaillée d'or en halfpipe.
- Engadine - Mondiaux 2025  :
  -  Médaillée d'or en halfpipe.

### Coupe du monde de snowboard
- 3 petits globes de cristal :
  - Vainqueur du classement half-pipe en 2017 et 2018.
  - (Vainqueur du classement half-pipe 2021 sans petit globe de cristal décerné avec seulement deux épreuve).
- 14 podiums dont 12 victoires.

#### Détails des victoires
| Épreuve / Édition | Halfpipe                  |
| ----------------- | ------------------------- |
| 2015-2016         | Park City Mountain Resort |
| 2016-2017         | Copper Mountain Laax      |
| 2017-2018         | Cardrona Copper Mountain  |
| 2018-2019         | Copper Mountain Laax      |
| 2020-2021         | Aspen Laax                |
| 2021-2022         | Laax                      |
| 2024-2025         | Laax Aspen                |

### Jeux olympiques de la jeunesse d'hiver
- Médaillée d'or en half-pipe aux Jeux olympiques de la jeunesse d'hiver de 2016 à Lillehammer.
- Médaillée d'or en slopestyle aux Jeux olympiques de la jeunesse d'hiver de 2016 à Lillehammer.

## Distinctions
En 2019 et 2020, elle est récompensée lors des Laureus World Sports Awards dans la catégorie "sportif extrême de l'année".

## Médias
- En 2018, elle apparaît dans le clip "Girls Like You" ft Cardi B, Volume 2

- En 2019, elle fait un caméo dans le film Charlie's Angels d'Elizabeth Banks, troisième volet de la série de films du même nom, dans le rôle d'une nouvelle recrue de l'agence Townsend.

## Référence
1. 1 2 3  « JO-2018 / Snowboard halfpipe - précocité, Corée, intouchable : qui est Chloe Kim, la nouvelle championne olympique », sur ledauphine.com
2. ↑  (en-US) Scott Willoughby, « Kelly Clark wins superpipe, and Chloe Kim, 13, earns silver », The Denver Post,‎ 25 janvier 2014 (lire en ligne, consulté le 13 février 2018)
3. 1 2  « Surdouée, connectée et championne olympique à 17 ans : Chloe Kim, la sensation des JO d’hiver 2018 », sur lemonde.fr, 13 février 2018
4. ↑  (en) Brittany Davis, « Chloe Kim Selected As Team USA Flag Bearer For Lillehammer 2016 Winter Youth Olympic Games », sur teamusa.org, 11 février 2016 (consulté le 10 février 2022)
5. ↑  « Chloe Kim en patronne aux Winter X Games », sur L'équipe, 28 janvier 2018 (consulté le 6 février 2018)
6. ↑  (en) « Meet Chloe Kim, the 17-year-old snowboarder poised to rule the PyeongChang Olympics », sur The Wahington Post, 4 février 2018 (consulté le 6 février 2018)
7. ↑  Lionel Pittet, « Chloe Kim, 17 ans, superstar et championne olympique », Le Temps,‎ 13 février 2018 (lire en ligne, consulté le 13 février 2018)
8. ↑  « JO : l'Américaine Chloé Kim conserve son titre en halfpipe après une première manche fantastique », sur lefigaro.fr, 10 février 2022 (consulté le 10 février 2022)
9. ↑  « Les Bleus du foot récompensés lors des Laureus Awards », sur L'ÉQUIPE (consulté le 20 février 2019)